# Молодий зоряний об'єкт

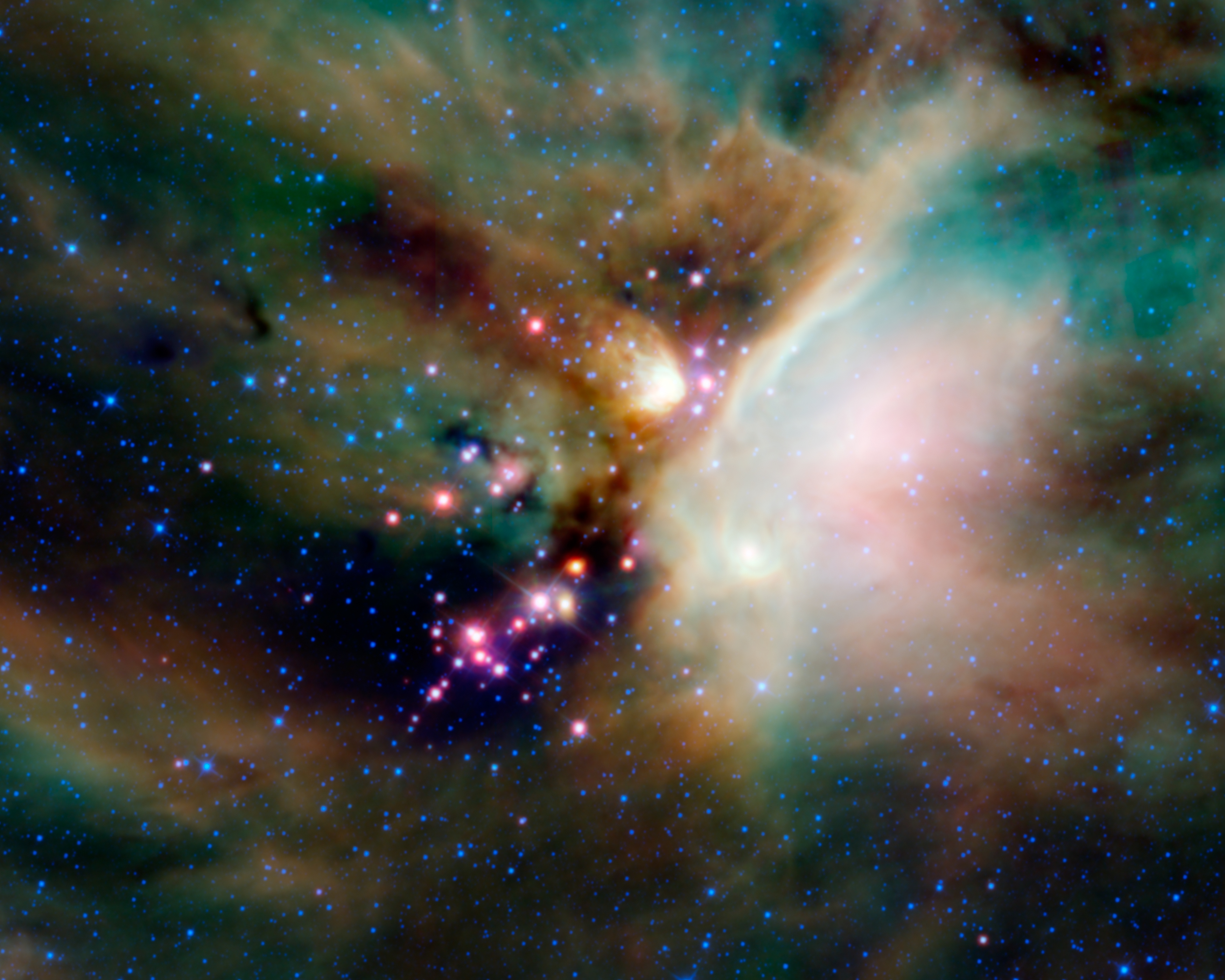
Молоді зоряні об'єкти в комплексі хмар ρ Змієносця

Молодий зоряний об'єкт — зоря на ранній стадії еволюції. Цей клас складається з двох груп об'єктів: протозорі та зорі до головної послідовності[джерело?].

## Класифікація за спектральним розподілом енергії

Класифікація молодих зоряних об'єктів

Зоря утворюється шляхом накопичення матеріалу, який потрапляє в протозорю з навколозоряного диска або оболонки. Матеріал у диску холодніший за поверхню протозорі, тому він випромінює світло з більшою довжиною хвилі, створюючи надлишок інфрачервоного випромінювання. З часом диск розсіюється, і надлишок інфрачервоного випромінювання зменшується. Тому еволюційні стадії молодих зоряних об'єктів зазвичай класифікують на основі нахилу їх спектрального розподілу енергії в середньому інфрачервоному діапазоні, використовуючи схему, запропоновану Ладою (1987). Він запропонував три класи (I, II і III), засновані на значеннях інтервалів спектрального індексу {\displaystyle \alpha \,}:
{\displaystyle \alpha ={\frac {d\log(\lambda F_{\lambda })}{d\log(\lambda )}}}.
Тут {\displaystyle \lambda \,} — довжина хвилі, а {\displaystyle F_{\lambda }} — щільність потоку.
Показник {\displaystyle \alpha \,} розраховується в інтервалі довжин хвиль 2,2–20 {\displaystyle {\mu }m} (ближній та середній інфрачервоний). Андре та ін. (1993) додали до цієї класифікації клас 0 — об'єкти з сильним субміліметровим випромінюванням, але дуже слабким випромінюваннях на {\displaystyle {\lambda }<10{\mu }m}. Грін та ін. (1994) додали п'ятий клас — джерела з «плоским спектром».
- Джерела класу 0 — неможливо виявити на {\displaystyle {\lambda }<20{\mu }m}
- Джерела класу I мають {\displaystyle {\alpha }>0.3}
- Джерела з плоским спектром мають {\displaystyle 0.3>{\alpha }>-0.3}
- Джерела класу II мають {\displaystyle -0.3>{\alpha }>-1.6}
- Джерела класу III мають {\displaystyle {\alpha }<-1.6}

Ця класифікаційна схема приблизно відображає еволюційну послідовність. Вважається, що більшість занурених в товстий шар газу джерел класу 0 розвиваються до класу I, коли розсіюють свої навколозоряні оболонки. Згодом вони стають оптично видимими як зорі до головної послідовності.
Об'єкти класу II мають навколозоряні диски і приблизно відповідають класичним зорям типу T Тельця, тоді як зорі класу III втратили свої диски і приблизно відповідають зорям типу T Тельця зі слабкими лініями.

## Характеристики
Молоді зоряні об'єкти також пов'язані з ранніми явищами еволюції зір: джетами та біполярними потоками, мазерами, об'єктами Гербіга–Аро та протопланетними дисками.